# 寶寶樹
寶寶樹（港交所除牌前：01761）是中華人民共和國一家母嬰電商和母嬰社區平台，也是該國規模最大的同類平台，由王懷南與易趣網創辦人之一邵亦波創辦於於2007年。2016年，复星国际投资宝宝树，資金達30亿元人民币。2018年11月27日，宝宝树在港交所IPO。2019年，寶寶樹营收同比下滑40.9%，净亏损9834.2万元人民幣。公司裁員30%。同時寶寶樹的用户流量相較於2019年的之前幾年也下滑嚴重。廣告收入佔到公司总收入87.9%。
此间公司在港交所已经停牌一年余，直至2024年12月9日除牌。

## 外部連結
- 官方网站